# Cis bifasciatus
Cis bifasciatus es una especie de coleóptero de la familia Ciidae.

## Distribución geográfica
Habita en Japón.